# Пинеда, Лилия
Лилия Пинеда (исп. Lilia Pineda, род. 21 февраля 1951, Лубао, Центральный Лусон, также известна как Nanay Baby) — филиппинский политик, занимающая пост вице-губернатора Пампанги при своём сыне Деннисе Пинеде с 2019 года. Ранее она занимала пост губернатора провинции с 2010 по 2019 год; была мэром Лубао с 1992 по 2001 год. Пинеда была близкой союзницей Глории Макапагал-Арройо во время её президентства с 2001 по 2010 год.
Пинеда замужем за бизнесменом и предполагаемым «лордом азартных игр» Родольфо «Бонг» Пинеда.